# Heterogaster antiquus
Espèce
Heterogaster antiquus est une espèce fossile de punaises de la famille des Heterogastridae, dans le genre Heterogaster.

## Classification
L'espèce Heterogaster antiquus est décrite en 1853 par le naturaliste suisse Oswald Heer (1809-1883),. 

### Citations
L'espèce Heterogaster antiquus est citée en 1856 par Oswald Heer, et en 1937 par Nicolas Théobald qui rajoute une collection,.

### Fossiles
L'holotype de l'ère Cénozoïque et de l'époque Oligocène (28,1 à 23,03 Ma) vient de la collection Murchison et de la localité d'Aix-en-Provence dans le département des Bouches-du-Rhône en France, et décrit par John Curtis en 1829,.
Il y a aussi deux autres collections d'Aix-en-Provence décrites en 1915 par Fernand Meunier et en 1937 par Nicolas Théobald,.

### Famille
En 1937, cette espèce a été classée dans la famille des Lygaeidae.
Les Heterogastrinae seront élevés au rang de famille à part entière, les Heterogastridae en 1997 par l'entomologiste américain Thomas J. Henry (d).

### Étymologie
L'épithète spécifique antiquus signifie en latin « ancien ».

## Description

### Caractères
La diagnose de Nicolas Théobald en 1937, : 

« Nous figurons un exemplaire (AS7) d'Aix qui représente sans doute le sexe ♂ du H. antiquus Heer. ».

### Dimensions
La longueur totale, y compris les organes génitaux mâles exsertes, est de 9 mm.

### Affinités
« Deux autres échantillons de l'Oligocène d'Aix, AS6 (Inst. de Géol. de Strasbourg), Am127 (Coll. Museum Paris). ».

## Galerie
- Quelques espèces vivantes du genre Heterogaster.
- Heterogaster affinis, Italie.
- Heterogaster artemisiae, France.
- Heterogaster behrensii, Californie.
- Heterogaster canariensis, île de La Palma, Canaries
- Heterogaster cathariae, Albanie
- Heterogaster urticae, Italie.
- Accouplements d'H. urticae sur ortie.

### Publication originale
- [1853] Oswald Heer, Die Insektenfauna der Tertiärgebilde von Oeningen und von Radoboj in Croatien, vol. Dritte Theil, 1853, 1-138 p.